# العوالم الأربعة (قبالة)
العوالم الأربعة ((بالعبرية: עולמות‏)، علامُت، مفردها: عوليم עולם)، هي أربعة مستويات روحانية معتمدة في القبالة تندرج تنازليا في سلسلة الوجود. وهناك قباليون يضيفون مستى خامس ليصبحو العوالم الخمسة.
مفهوم «العوالم» في القبالة يدل على انبعاث الحياة الإبداعية من عين سوف الإلهية اللانهائي، وتنحدر تدريجيا من خلال تقلصات (تزاتزيم) لا تعد ولا تحصى. على هذا النحو، يوصف الله بأنه «مخفيً أكثر من جميع المخفيين»، ويرتبط الاشتقاق الإسمي لعوليم، كما وردت في بعض الأحيان، بـ עלם (حوليم بمعنى «المخفي»). بالرغم من أن التعتيم يشكل عدد لامتناعي من العوالم الروحية المختلفة الا أن استعمال السيفروت (الصفات الإلهية)، يبسطها بأربعة/خمسة عوالم شاملة. وفي العوالم «العليا»، بشكل مجازي، يكون إدراك النور الإلهي أكثر وضوحا من العوالم الأدنى ويقترب أكثر من مصدرها. وبالتالي، تتلقى العوالم «السفلى» تدفق إبداعي أقل. تشبه العوالم كثياب للعين سوف.
وبما أن أحد السيفورات يسيطر على كل عالم من العالم، غالبا ما يتم استبعاد العالم الخامس البدائي العالم الإنساني المادي، (آدم كادمون)، من القائمة. يتم قراءة أسمائهم من إشعياء 43: 7، «أحضِرْ كُلَّ المَدعُوِّينَ باسمِيَ، الَّذِينَ خَلَقتُهُمْ لأجلِ مَجدِي، الَّذِينَ جَبَلْتُهُمْ وَصَنَعْتُهُمْ.»». وهنا استعملت أربعة أفعال لله: آلخلق (بيرياه)، الجبل (التشكيل، يتزيراه، أسيا) وصناعتهم (العمل). لقد خلقت (Beriah «الخلق»). وأسفل الخلق (أسيا) هناك أدنى عالم روحي، هو التشكيل المادي (الأسياح-جشمي) وهو الكون الفيزيائي، الذي يلف السفيوتتين الأخيرتين الإساس (ياسود) والملكوت (الملكوث). وكمجموعة، يشار لهم اختصارا بالأحرف الأولى لإسمهم العبري: أبيا. بالإضافة إلى الدور الوظيفي لكل عالم في عملية الخلق، فإ كل منها تجسد أيضًا أبعاد الوعي في التجربة الإنسانية.

## المعنى

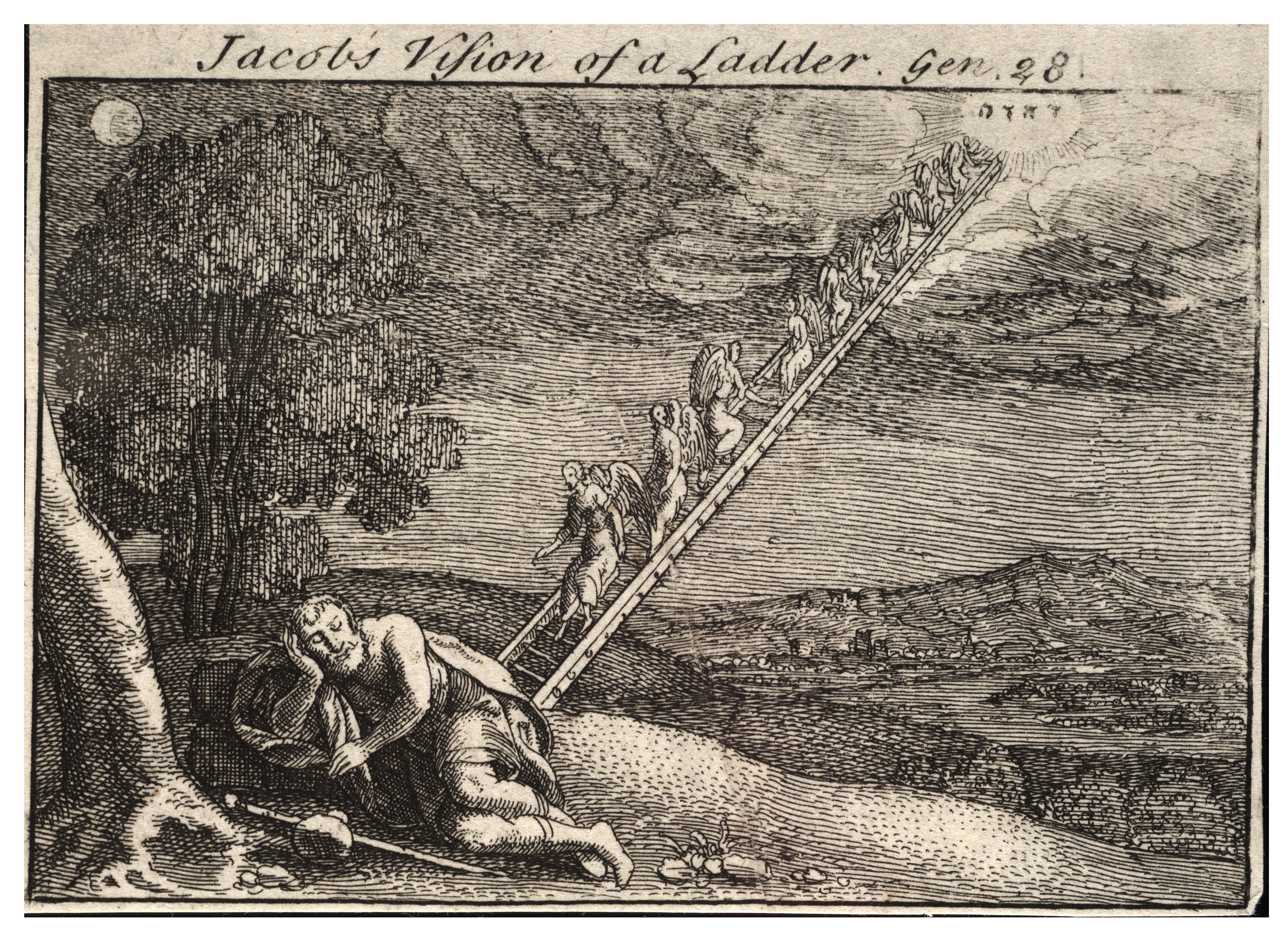
رؤية يعقوب في سفر التكوين 28:12 من سلم بين السماء والأرض. في تفسير ل kabbalistic، أربعة أقسام رئيسية و-ladder Sulam هي أربعة العالمين والتسلسل الهرمي ملائكي تجسد الأبعاد الخارجية لل أضواء السفن، في حين النفوس تجسد الأبعاد الداخلية

هذه العوالم الأربعة هي عوالم روحية، سماوية في سلسلة تنازلية، على الرغم من أن العالم الرابع الأدنى له جانب روحي ومادي معا. فالمستوى المادي هو عالمنا المادي المحدود، بما في ذلك الكون الكوني الذي يدرسه العلم. نتيجةً لذلك، نظرًا لأن الكابالا هو دراسة ميتافيزيقية، فإن إشارته إلى Ohr («النور») هي استعارة مجازية للانبعاث الإلهي، ومصطلح «أعلى» و «أقل» عبارة عن الاستعارات أقرب للدلالة إلى القرب أو البعد من الوعي الإلهي والوحي.

## التقابلات
| العالم:                                             | الوصف: | المسيطر Sephirah :                                                                                      | خطاب من Tetragrammaton :                                                          | مستوى الروح:                                                                            | مستوى التوراة- PaRDeS :                                                                                            | جمعيات أخرى: |
| --------------------------------------------------- | --- | --- | --------------------------------------------------------------------------------- | --------------------------------------------------------------------------------------- | --- | --- |
| العالم الإنساني المادي (أدم كادمون) "الرجل البدائي" | شكل أساسي من Kav </br> فوق الوعي </br> Sephirot أخفى </br> إمكانات كامنة </br> Tetragrammatons </br> يونايتد مع عين سوف </br> النية الإلهية </br> ضوء نقي، لا سفن                  | كيتر -كراون </br> فيما يتعلق 4 عوالم </br> الإرادة المتأصلة لخلق </br> كشفت في Keter-Will من Atzilut    | قمة على قمة י YUD </br> فوق التمثيل </br> ألمح إليها شوكة                         | Yechidah -Singular </br> جوهر الروح </br> الوحدة مع الله                                | سود شبوسود </br> سر داخل السر </br> يعكس Atzmut -Essence </br> الروح الداخلية للتوراة </br> Yechidah- مصدر التوراة | ما وراء كل الأسماء </br> بما في ذلك جميع الأسماء </br> ما وراء القطبية الجيدة                                                     |
| أتزيلوث </br> "الانبثاق / القرب"                    | من توهو إلى تيكون </br> كشف Sephirot </br> الإدراك الأول </br> إضاءة غير مقيدة </br> البصيرة الإلهية </br> لا الوعي الذاتي </br> إبطال الجوهر </br> الإلهي جميع                    | Chochmah- الحكمة </br> مصدر الفكر </br> Partzuf of Abba -Father                                         | י YUD </br> نقطة بلا حدود </br> الإضاءة الأولى ذكر </br> نقطة في القصر            | الشياح -العيش </br> يشمل الروح </br> الوعي الروحي                                       | أبله -Secret </br> الكابالا </br> روح التوراة </br> Chayah-Wisdom of Torah                                         | أخفى العالم مع Beriah </br> الاسم الإلهي ע"ב </br> الخير الإلهي </br> عين -الظلم </br> التوراة التمرير Ta'amim -Notes             |
| بارئه </br> "خلق"                                   | وجود بلا شكل </br> الوعي الذاتي الأول </br> Parsah- Veil من Atzilut إلى Beriah </br> الفكر الإلهي </br> بطلان الوجود </br> أول إحساس الخلق </br> العرش الإلهي </br> أعلى حديقة عدن | بينه -فهم </br> فهم الفكر </br> Partzuf من إيما -الأم                                                   | أعلى ה خى </br> توسيع الأبعاد </br> سفينة لعقل الأنثى </br> قصر                   | نسامة- بريث </br> العقل الإلهي في الروح </br> أعلى إمكانات داخلية </br> التنفس هو داخلي | Drush -Homiletic </br> المدراش </br> Neshamah - فهم التوراة </br> Aggadah يشير إلى Kabbalah                        | الاسم الإلهي ס"ג </br> جيد في الغالب </br> مصدر ضئيل محتمل للسيئة </br> الفكر الملابس </br> التوراة التمرير Nekudot -Vowels       |
| يتريزاه </br> "انعقاد"                              | الوجود العام </br> العواطف الإلهية </br> السعي من أجل الصعود </br> الوعي بالمسافة </br> نشط إلغاء الذات </br> أشكال نموذجية </br> انخفاض جنة عدن                                   | العاطفة منتصف -6 </br> Chesed إلى يسود </br> تركزت جولة Tiferet </br> Partzuf of Zeir Anpin -Son        | V Vav </br> تنازلي الاضاءه </br> الوحي العاطفي ذكر </br> تكشف عن Da'at -Knowledge | Ruach -Spirit </br> العواطف الإلهية في الروح </br> روح داخلية محتملة </br> حركة عاطفية  | Remez -Hint </br> Ruach-Emotions of Torah </br> روح المعنى البسيط </br> بعض تعليقات التوراة                        | كشف العالم مع آسيا </br> الاسم الإلهي מ"ה </br> متساوية جيدة سيئة المحتملة </br> ملابس الكلام </br> التوراة التمرير Tagin -Crowns |
| أسيه </br> "عمل"                                    | وجود معين </br> العمل الإلهي </br> اخفاء الله </br> 1 Asiyah Ruchni -Spiritual </br> أدناه: </br> 2 آسية غشمي -فيزيائي </br> الغرض من الخلق                                        | Malchut ، الملكية </br> الوفاء في العمل </br> Partzuf من Nukvah - ابنة </br> Shechinah -Divine Presence | انخفاض ה خى </br> توسيع الأبعاد </br> سفينة للمشاعر-أنثى </br> يغذي العمل         | نيفيش -Lifeforce </br> حيوية من الإجراءات </br> استثمر في الجسم                         | Pshat -Simple </br> نفيش - فيزيائية التوراة </br> روايات الهالحة والتوراة                                          | الاسم الإلهي ב"ן </br> في الغالب سيئة قليلا جيدة </br> عمل الملابس </br> التوراة التمرير Otiyot -Letters                          |

## معرض الصور

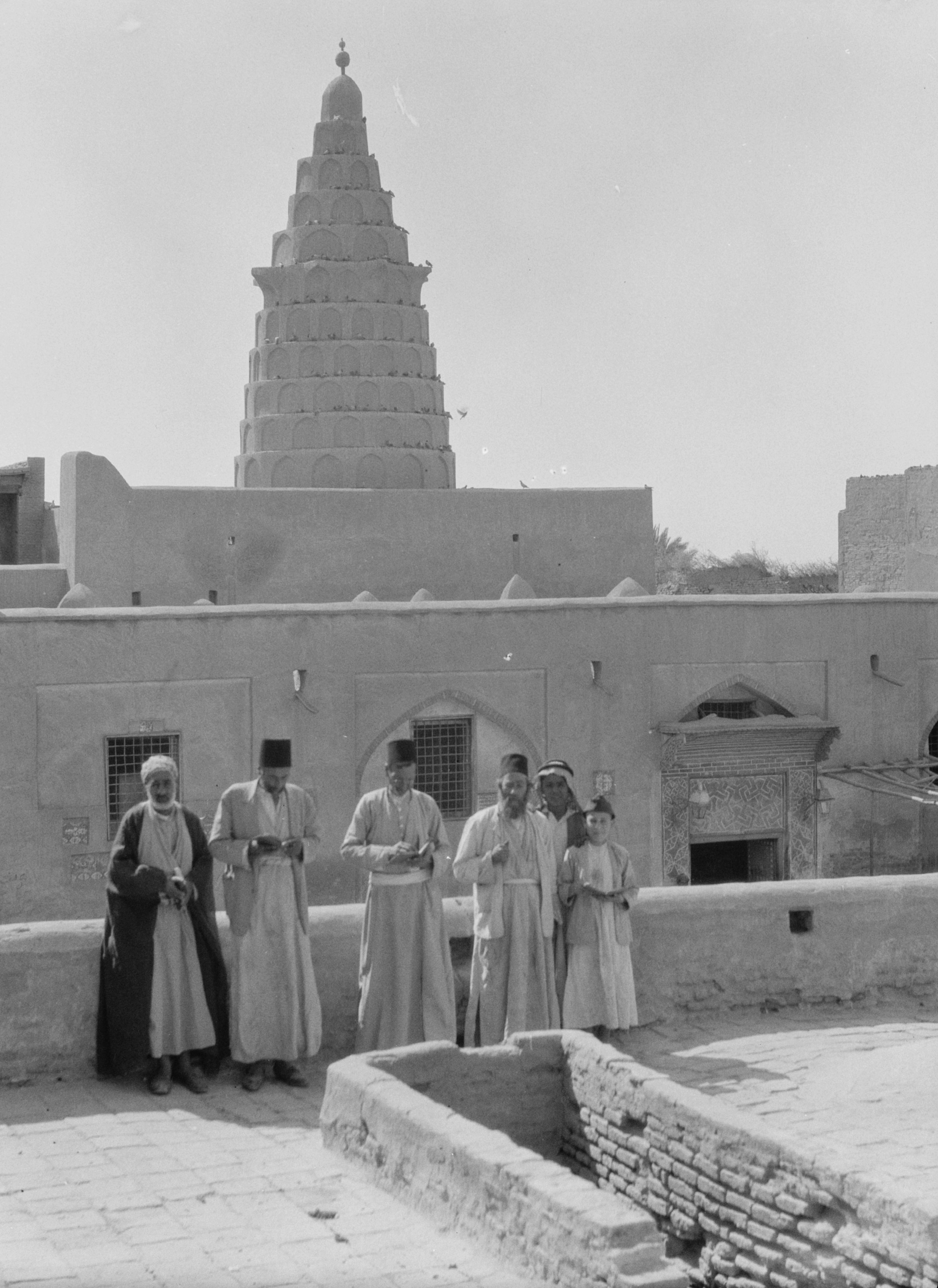
قبر حزقيال في العراق. كاتبة رؤيا حزقيال الإلهية المركبة

## روابط خارجية
- ال عوالم: مراحل العملية الإبداعية من نور الله اللانهائي إلى عالمنا المادي من www.inner.org. يصف العديد من المستويات وبين آدم كادمون وأيزيلوت، فضلا عن المراحل السابقة، ثم بعد ذلك العالم الأربعة.